# رافونا
رافونا (به صربی: Rafuna) یک منطقهٔ مسکونی در صربستان است که در لبانه واقع شده‌است. رافونا ۱۳۱ نفر جمعیت دارد.